# AEG Bo Bo 44t 328 kW
Die elektrischen Tagebaulokomotiven Bo Bo 44t 328 kW wurden 1909 bis 1913 bei AEG in 30 bekannten Exemplaren gefertigt. Die Lokomotiven wurden für verschiedene Tagebaue verwendet. Nach 1955 wurde die Mehrzahl ausgemustert und verschrottet.
Zwei Lokomotiven, die 1943 in das Rheinische Braunkohlerevier gelangten, wurden um 1950 in Normalspur umgebaut und versahen bis 1972 bei Rheinbraun ihren Dienst.

## Geschichte

### Grube Theodor/Rheinische Braunkohlenwerke
Die zur Aktiengesellschaft Sächsische Werke gehörende Grube Theodor erhielt 1909 mit den Fabriknummern 670 und 671 die ersten beiden Lokomotiven der Serie. 1943 wurden beide Lokomotiven in das Rheinische Braunkohlerevier abgegeben. Dort erhielten sie die Betriebsnummern 500 und 501. 1950 wurden sie auf Normalspur umgebaut und im Bereich der Brikettfabrik Wachtberg eingesetzt. Die Lokomotiven erhielten von Rheinbraun die Betriebsnummern 680 und 681 und wurden 1973 ausgemustert. Bei der Grube Theodor gab es noch die Lokomotiven mit den AEG-Fabriknummern 1572 und 1573, von denen keine Informationen vorhanden sind.

### Grube Marga Senftenberg
1909 wurden bei der Ilse Bergbau AG und deren Grube Marga die ersten beiden Lokomotiven mit den Fabriknummern 753 und 754 eingesetzt. Ab 1910 wurden zu den beiden Lokomotiven, die die Betriebsnummern Marga 3 und 4 erhielten, bis 1913 insgesamt 13 Lokomotiven beschafft, sie erhielten die Nummern bis zur Marga 15. Als nach 1955 die Fahrleitungsspannung einheitlich auf 1200 V umgestellt wurde, wurden die noch vorhandenen Lokomotiven ausgemustert. Die Auflistung der vorhandenen Altbaulokomotiven zeigt noch 1957 Lokomotiven AEG mit 44 t, jedoch mit 368 kW Leistung für 1200 V Fahrdrahtspannung.

### F. C. Heye Glashütte und Braunkohlewerke
1910 beschaffte die Glashütten und Braunkohlenwerke F. C. Heye in Annahütte mit den Fabriknummern 943 und 944 zwei Lokomotiven und setzte sie bei der Brikettfabrik in Wiednitz ein. Die Lokomotiven waren auf dem Abschnitt zur späteren Bahnstrecke Koselbruch–Heide gehörenden Abschnitt bei der Brikettfabrik Heye III eingesetzt. Nummerierungen und Verbleib sind nicht bekannt.

### Tagebau Treue im Helmstedter Braunkohlenrevier 1 und 2
Die Lokomotiven 1119 und 1120 wurden 1912 an den Lokomotivhändler Döring und Lehrmann geliefert und wurden zuerst bei der Grube Clara III in Neupetershain eingesetzt. 1921 erfolgte ihre Umstationierung in den Tagebau Treue im Helmstedter Braunkohlerevier, wo sie die Betriebsnummern 1 und 2 erhielten. Sie waren die ersten elektrischen Lokomotiven im Helmstedter Braunkohlenrevier und leistungsfähiger als die Dampflokomotiven. Sie wurden bis 1955 eingesetzt, bis die Umstellung im Helmstedter Braunkohlenrevier auf das Spannungssystem von 1200 V erfolgte.

### Tagebau Witznitz
Der Tagebau Witznitz erhielt 1912 mit den Fabriknummern 1385 bis 1387 drei Lokomotiven. Bezeichnungen und der Verbleib sind nicht bekannt.

## Technik
Die Lokomotiven gehörten zu den ersten elektrischen Tagebaulokomotiven. Ihre Form, der tief liegende mittlere Führerstand und die beiden flach gehaltenen Vorbauten, wurde für viele folgende Lokomotiven verwendet. Die AEG-Lokomotiven hatten einen Aufbau mit stabilem Rahmen sowie Drehgestellrahmen und angenietetem Blechoberbau und jeweils zwei asymmetrisch liegende Stromabnehmer, damit die Bagger die Wagen von oben beladen konnten. Diese Bauweise war bei AEG bis in die Zeit des Zweiten Weltkrieges vorherrschend, während andere Hersteller wie Henschel & Sohn und BBC schon frühzeitig auf einen Haupt- und vier Seitenstromabnehmer setzten.
Die Antriebsmotoren in Tatzlagerbauart waren eigenbelüftet. Die großen Räder waren im Drehgestell mit jeweils einer Blattfeder pro Seite ohne Federausgleich abgefedert. Die Mittelpufferkupplung war an den Drehgestellen befestigt. Die ersten Lokomotiven hatten vor den Stirnfenstern angeordnete Druckluftbehälter. Diese wurden später an den Stirnseiten angeordnet. Ebenfalls kennzeichnend sind die Laufgitter an der Stirnseite der Lok.
Die elektrische Ausrüstung bestand aus Gleichstromtechnik, wo über die elektrische Spannung von der Fahrleitung über den zentral gelegenen Nockenfahrschalter mit der Widerstandssteuerung die elektrischen Fahrmotoren angetrieben wurden, die als Reihenschlussmaschinen ausgeführt waren. Die Druckluft für die Druckluftbremse wurde von zwei Kompressoren erzeugt. Die Stromabnehmer besaßen zuerst eine Kontaktwalze anstatt der heute gebräuchlichen Schleifleiste. Die Lokomotiven waren mit Druckluftbremse, elektrischer Bremse und Handbremse ausgerüstet.